# Tal der Hoffnung (Südgeorgien)
Das Tal der Hoffnung (englisch Hope Valley) ist ein 5 km langes Tal nahe dem westlichen Ende Südgeorgiens. Es erstreckt sich vom Undine Harbor in ostnordöstlicher Richtung.
Der deutsche Forschungsreisende Ludwig Kohl-Larsen kartierte und benannte das Tal bei seinem Besuch Südgeorgiens zwischen 1928 und 1929.